# Confienza
Confienza ist eine norditalienische Gemeinde (comune) mit 1560 Einwohnern (Stand 31. Dezember 2023) in der Provinz Pavia in der Lombardei. Die Gemeinde liegt etwa 49 Kilometer nordwestlich von Pavia in der nordwestlichen Lomellina und grenzt unmittelbar an die Provinz Novara (Piemont).

## Geschichte
Die erste urkundliche Erwähnung datiert auf das Jahr 999 in einer Schenkung Ottos III. an den Bischof von Vercelli. Durch Friedrich II. gelangte der Ort an Pavia.